# آيسلندا في الحرب العالمية الثانية

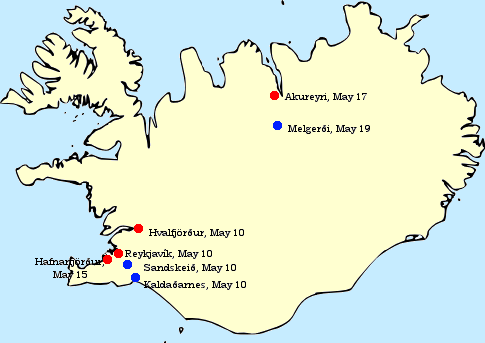
الأهداف البريطانية المبدئية خلال عملية غزو آيسلندا عام 1940.

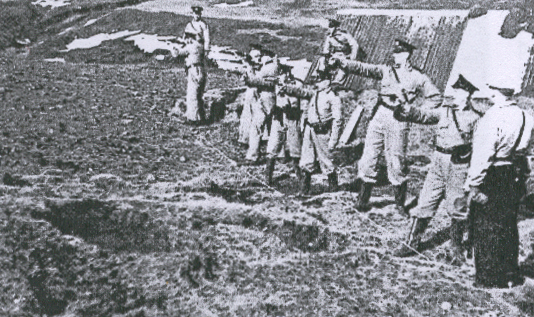
تدريب القوات الآيسلندية عام 1940.

كانت آيسلندا في بداية الحرب العالمية الثانية مملكة ذات سيادة وكانت ضمن اتحاد شخصي مع الدنمارك، وكان الملك كريستيان العاشر رئيسًا للدولة. بقيت آيسلندا محايدة رسميًا طوال الحرب العالمية الثانية. ومع ذلك، غزا البريطانيون آيسلندا في 10 مايو 1940. في 7 يوليو 1941، انتقلت مهمة الدفاع عن آيسلندا من بريطانيا إلى الولايات المتحدة، التي كانت ما تزال دولة محايدة وبقيت كذلك لبعد خمسة أشهر من ذلك. في 17 يونيو 1944، حلت آيسلندا اتحادها مع الدنمارك والحكم الملكي الدنماركي وأعلنت نفسها جمهورية، وماتزال كذلك حتى يومنا هذا.

## خلفية
ازداد الاهتمام الألماني بآيسلندا في ثلاثينيات القرن الماضي من اللاشيء إلى درجةٍ أثارت قلق الحكومة البريطانية. بدأت عروض الرايخ الثالث بمنافسة ودية بين فرق كرة القدم الألمانية والآيسلندية. عندما بدأت الحرب، أعلنت الدنمارك وآيسلندا الحياد وحدت من زيارة السفن العسكرية وطائرات الدول المتحاربة للجزيرة.

### الحياد
خلال الاحتلال الألماني للدنمارك، انقطع الاتصال بين البلدين. في البداية، أعلنت مملكة آيسلندا الحياد وحدت من زيارات السفن الحربية للدول المتحاربة وفرضت حظرًا على دخول الطائرات الحربية داخل المناطق الأيسلندية.
بعد غزو الدنمارك في 9 أبريل عام 1940، افتتحت آيسلندا مفوضية في مدينة نيويورك. ومع ذلك، وعلى عكس ما قامت به النرويج، لم تفرض آيسلندا قيودً صارمة على مياهها الإقليمية وحتى أنها خفضت التمويل المقدم لخفر السواحل الأيسلندي. أغرقت السفن الحربية للحلفاء العديد من سفن دول المحور التجارية التي كانت تبحث عن ملجأ في منطقة المياه المحايدة حول آيسلندا. بدأ قائد قوات شرطة العاصمة، أغنا كوفو هانسن، بتدريب قوات الدفاع الوطني في أوائل عام 1940.[بحاجة لمصدر]

## الغزو

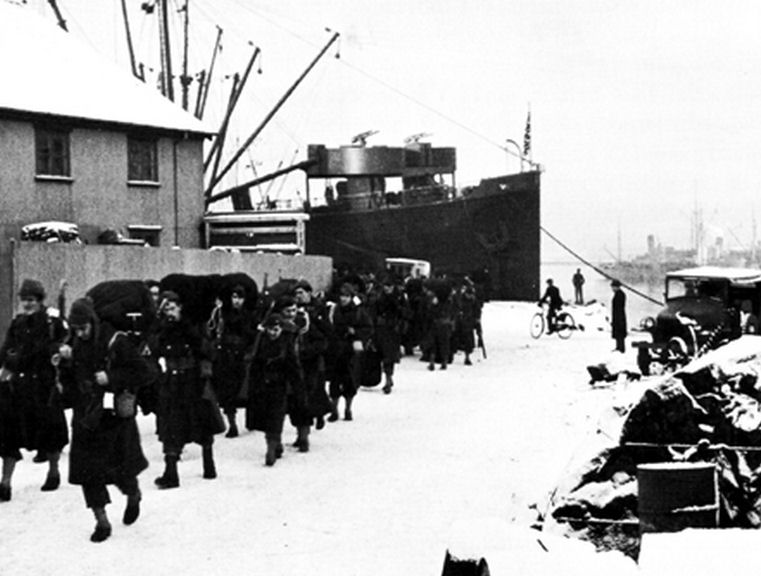
وصول قوات الجيش الأمريكي إلى ريكيافيك في يناير 1942

فرض البريطانيون ضوابط صارمة على الصادرات من السلع الأيسلندية، ومنعوا عمليات شحن البضائع الربحية إلى ألمانيا، كجزء من تطبيق حصار بحري عليها. عرضت لندن المساعدة على آيسلندا، ساعيةً للتعاون «كدولة محاربة وحليف»، لكن ريكيفيك رفض ذلك وأعاد تأكيد حيادها. أثار الوجود الدبلوماسي الألماني في آيسلندا، إضافةً إلى الأهمية الاستراتيجية للجزيرة، قلق البريطانيين. وبعد بضع محاولات فاشلة من أجل إقناع الحكومة الأيسلندية بالطرق الدبلوماسية أن تنضم إلى الحلفاء ويصبحوا حليفًا محاربًا ضد قوات المحور، غزا البريطانيون آيسلندا في يوم 10 مايو عام 1940. اسُتبدل بالقوة الأولية التي تكونت من 746 من مشاة البحرية الملكية البريطانية بقيادة الكولونيل روبرت، لواءين من الجيش النظامي. وصلت أولى عناصر قوة «زد» من كندا لمساعدة البريطانيين الذين عادوا على الفور للدفاع عن المملكة المتحدة. قامت ثلاث كتائب كندية - الفوج الملكي في كندا، وكاميرون هايلاندرز وفيوزاليرز مونت رويال – بإقامة حامية على الجزيرة حتى سُحبت من أجل الدفاع عن المملكة المتحدة في ربيع عام 1941، واستبدلت بقوات حامية بريطانية.
في 7 يوليوعام 1941، انتقلت مهمة الدفاع عن آيسلندا من بريطانيا إلى الولايات المتحدة (التي كانت ماتزال محايدة رسميًا)، بموافقة آيسلندا، وحلت قوات مشاة البحرية الأمريكية، لواء مشاة البحرية المؤقت الأول للولايات المتحدة محل البريطانيين. جلب موقع آيسلندا الاستراتيجي على طول الممرات البحرية لشمال الأطلسي، والذي يعتبر مثالي للقواعد الجوية والبحرية، أهمية جديدة للجزيرة. أقام لواء مشاة البحرية الأول، الذي تكون من حوالي 4100 جندي، حامية حول آيسلندا حتى أوائل عام 1942، حتى حلت محلهم قوات الجيش الأمريكي، كي يتمكنوا من الانضمام إلى زملائهم من مشاة البحرية الذين يقاتلون في المحيط الهادئ.[بحاجة لمصدر]
تعاونت آيسلندا مع البريطانيين ثم الأمريكيين، لكنها بقيت محايدة رسميًا طوال الحرب العالمية الثانية. طور بعض المؤرخين «نظرية المأوى» التي تنص على أن آيسلندا، إلى جانب دول صغيرة أخرى، قبلت بهذه الأنواع من العلاقات مع الدول الكبرى من أجل تجريب مكاسب «الحماية» من قبلهم.

## وصلات خارجية
- آيسلندا خلال الحرب العالمية الثانية (بالإنجليزية)